# Squalodon
Squalodon – rodzaj wymarłego zębowca z rodziny Squalodontidae. Nazwa Squalodon z starogreki oznacza rekini ząb, nawiązując do rodzaju dzisiejszych rekinów, Squalus.

## Rozmieszczenie geograficzne
Rodzaj ten należał do najprymitywniejszych zębowców. Żył w Burdygale, 20,5–16 mln lat temu, od późnego oligocenu do mioceniu, w Ameryce Północnej, Francji i Austrii, a najprawdopodobniej także Japonii oraz Kostaryki. Jean- Pierre Grandeloup, francuski archeolog początkowo twierdził, iż znaleziona przez niego żuchwa należą do rodzaju gada.

## Morfologia
Największe gatunki rodzaju Squalodon osiągały 3 metry. Ssak ten miał długi pysk i baryłkowate ciało z małymi płetwami.
Gatunki
- S. grateloupii
- S. bariensis
- S. barbarus
- S. calvertensis

## Ekologia i zachowanie
Tak jak inne zębowce, Squalodon był hipermięsożerny; Odżywiał się tak jak dzisiejsze delfiny rybami i kałamarnicami. Zwierzęta te prawdopodobnie prowadziły podobny tryb życia, tak jak dzisiejsze delfiny. Squalodon musiał najpewniej konkurować z innymi ssakami morskimi np. z płetwonogimi lub rodzajami zębowców Kentriodon i Delphinodon.